# Peritraeus
Peritraeus là một chi nhện trong họ Thomisidae.